# محمود تونجر
محمود تونجر (زاده ۵ مه ۱۹۶۱، استان شانلی‌اورفه، ترکیه) خواننده، آهنگساز و شاعر ترکیه‌ای است.

## زندگی‌نامه
او در سال ۱۹۶۱ در یک خانواده شش نفره متولد شد. از ابتدا او علاقه‌مند به فوتبال بود و به عنوان یک بازیکن حرفه‌ای در Urfaspor بازی می‌کرد. محموت تونجر، که زندگی خود را به عنوان یک بازیکن فوتبال ادامه می‌داد، هیچ وقت فکر نمی‌کرد که بعدها به عنوان یک خواننده مطرح شود. او معمولاً در جمع‌های دوستانه خوانندگی می‌کرد تا که در ۱۱ آوریل ۱۹۷۹، زمانی که ابراهیم تاتلیسس به برنامه‌ای دعوت شد اما در آن حضور نیافت، کارگردان پیشنهاد کرد که تونجر بر روی صحنه به عنوان خواننده حضور یابد. او در سال ۱۹۸۰ اولین آلبوم خود را منتشر کرد.